# Varnahar II.
Varnahar II. (francosko Warnachaire ali Garnier) je bil od leta 612 do 617 dvorni majordom Avstrazije  in od leta 617 do 626 majordom Burgundije, * ni znano, † 626, 627 ali 628, Mâcon.
Svojo kariero je začel kot regent mladoletnega Teoderika II. (596-okoli 604). Ko je Teoderik postal kralj Avstrazije, je postal njegov majordom.  Leta 613 se je zaradi mnenja, da Teoderik ne sme biti pod vplivom osovražene regentke Brunhilde, povezal z  nevstrijskim kraljem Klotarjem II.. Brunhildo je izdal in jo predal Klotarju in svoji vojski ukazal, naj se ne upira vdoru Nevstrijcev. Ko je Klotar postal izključni kralj Frankov, je Varnaharju za nekaj časa prepustil oblast v Avstraziji, potem pa ga je leta 617 v Bonneuil-sur-Marne imenoval za majordoma Burgundije. Na tem položaju je ostal do leta 626, 627 ali 628, ko naj bi sklical sinodo burgundskih škofov. Nasledil ga je sin Godin.

## Vir
- Franks, Merovingian Nobility. Foundation for Medieval Genealogy. Pridobljeno 8. januarja 2014.

| Varnahar II. Rojen: ni znano Umrl: 626, 627 ali 628 |                             |                  |
| Predhodnik: Landrik                                 | Majordom Avstrazije 612–617 | Naslednik: Hugo  |
| Predhodnik: Rado                                    | Majordom Burgundije 617–626 | Naslednik: Godin |